# Gonatocerus cingulatus
Gonatocerus cingulatus är en stekelart som beskrevs av Perkins 1905. Gonatocerus cingulatus ingår i släktet Gonatocerus och familjen dvärgsteklar.
Artens utbredningsområde är Filippinerna. Inga underarter finns listade i Catalogue of Life.